# نوروز أباد (تشناران)
نوروز أباد (بالفارسية: نوروزآباد) هي قرية تقع في قسم تشناران الريفي (مقاطعة تشناران) في إيران. يقدر عدد سكانها بـ 42 نسمة .